# Imma transversella
Imma transversella is een vlinder uit de familie van de Immidae. De wetenschappelijke naam van de soort is voor het eerst geldig gepubliceerd in 1878 door Pieter Snellen.